# Blackburn R.T.1 Kangaroo
Il Blackburn R.T.1 Kangaroo (Canguro in inglese) era un biplano da ricognizione/aerosilurante sviluppato dall'azienda britannica Blackburn Aircraft durante le ultime fasi della prima guerra mondiale.

## Storia del progetto
Nel 1916 la Blackburn Aircraft realizzò due prototipi di un idrovolante antisommergibile designato Blackburn G.P.. L'aereo non fu ordinato, ma la Blackburn ne sviluppò una versione terrestre, il Blackburn R.T.1 Kangaroo. La sigla R.T.1 stava per Reconnaissance Torpedo Type 1 (Ricognitore Aerosilurante Tipo 1). Il primo esemplare fu consegnato alla base aerea di Martlesham Heath nel gennaio 1918. I risultati dei primi test furono deludenti, rivelando che la parte posteriore della fusoliera era soggetta a torsione e che l'aereo soffriva di problemi di controllo, così che l'ordine originale di 50 aeromobili fu ridotto a 20, la maggior parte dei quali già in parte costruiti.
I primi cinque esemplari erano motorizzati con due Rolls-Royce Falcon II da 250 hp, dal sesto esemplare in poi si adottarono i più potenti Rolls-Royce Falcon III da 285 hp.

## Impiego operativo

### Prima guerra mondiale
Il Kangaroo entrò in servizio nel 1918 col No. 246 Squadron RAF con sede a Seaton Carew, nella contea di Durham. Nei sei mesi di attività in tempo di guerra l'unità affondò un U-Boot, l'SM UC-70, che era stato avvistato il 28 agosto 1918 da un Kangaroo pilotato dal tenente E.F. Waring mentre era sul fondale nei pressi della baia di Runswick. L'U-Boot fu gravemente danneggiato dall'esplosione di una bomba da 240 kg che lo mancò di poco, e definitivamente affondato dal cacciatorpediniere HMS Ouse. L'unità reclamò anche il danneggiamenti di altri quattro U-Boot.

### Dopoguerra

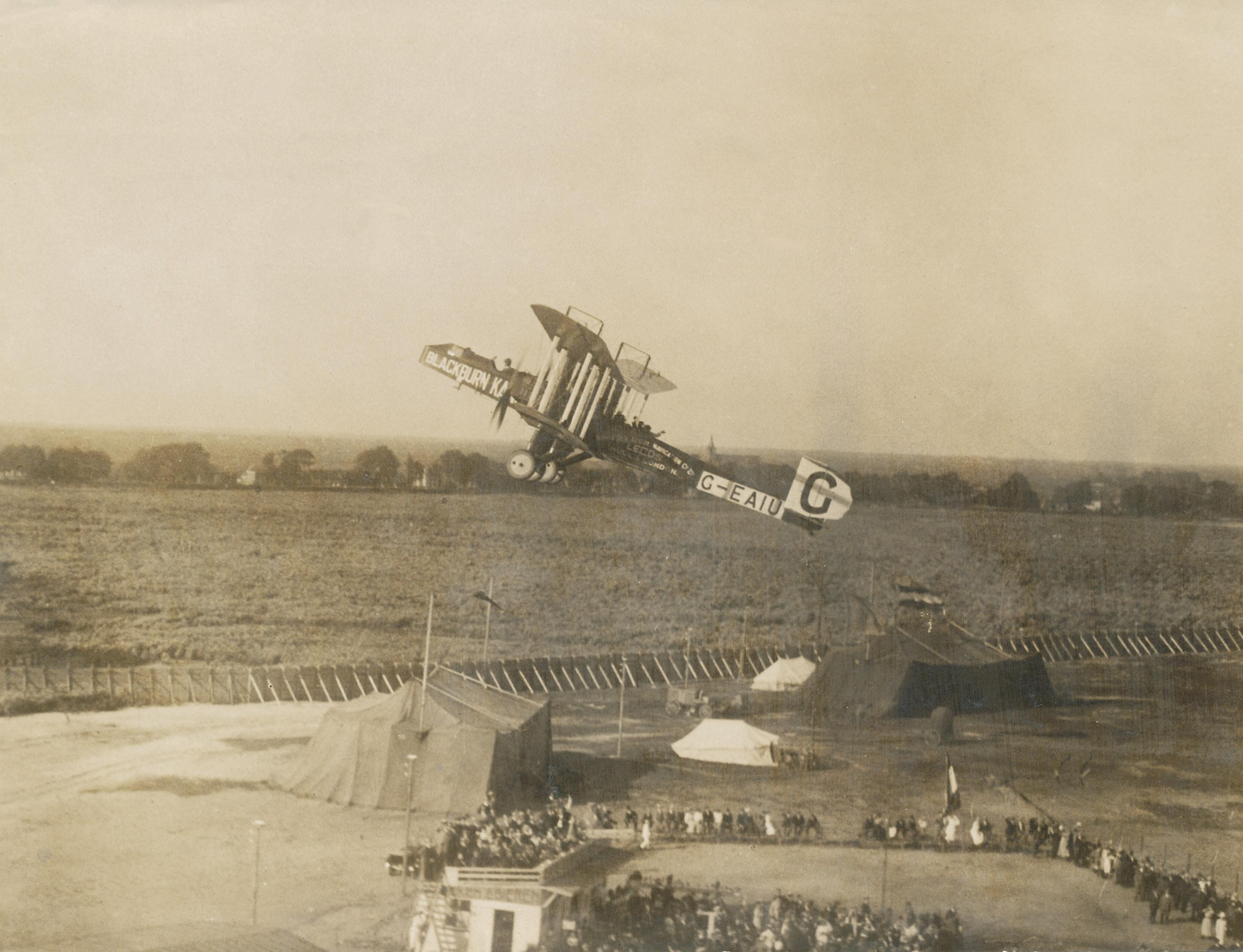
Decollo di un Kangaroo della North Sea Aerial Navigation Co Ltd all'ELTA, agosto-settembre 1919

Nel 1919, tre Kangaroo superstiti della RAF furono venduti alla Grahame-White Aviation Co Ltd con sede nell'aerodromo di Hendon.
Altri otto furono rivenduti alla Blackburn, tre di questi furono convertiti con l'adozione di una cabina vetrata chiusa ed impiegati dalla North Sea Aerial Navigation Co Ltd, con sede nell'aerodromo di Brough.
Diverse configurazioni furono adottate per il mercato civile, per il trasporto aereo sia di merci che di passeggeri (fino ad un massimo di otto) e per l'addestramento dei piloti. Nei primi mesi del 1919, la maggior parte di questi aerei convertiti continuarono a volare (e a volte a cadere) con le insegne militari. I superstiti furono in seguito ridipinti con matricole civili e marchi commerciali. Nel maggio 1919 i Kangaroo operarono come trasporto merci, passeggeri o per semplici voli di piacere, decollando da vari aerodromi, tra cui Brough, Leeds, West Hartlepool, Gosport e Hounslow Heath. In agosto tre Kangaroo volarono fino ad Amsterdam per prendere parte all'ELTA, dove rimasero diverse settimane effettuando numerosi voli, trasportando complessivamente 1 400 passeggeri. Il 30 settembre la North Sea Aerial Navigation Co Ltd aprì una linea aerea tra Roundhay Park (Leeds) e Hounslow Heath. Nel 1920 la società cambiò nome in North Sea Aerial & General Transport Co Ltd ed aggiunse tra le sue destinazioni Amsterdam.
Il 21 novembre 1919 un Kangaroo (G-EAOW) decollò da Hounslow Heath nel tentativo di vincere un premio del governo australiano di 10.000 sterline australiane, che sarebbe andato al primo aviatore australiano che, con un aereo britannico, avrebbe volato dal Regno Unito all'Australia in non più di 30 giorni. L'8 dicembre il Kangaroo fu costretto ad un atterraggio d'emergenza nella baia di Suda, a Creta, per il sospetto sabotaggio di uno dei motori. L'aereo fu abbandonato lì.
Nel luglio 1921 un Kangaroo (G-EAKQ) fu venduto al Cuerpo de Aviación del Perú.
L'8 settembre 1922, due Kangaroo presero parte alla King's Cup Air Race che partì dall'Aeroporto di Croydon, ma entrambi furono costretti al ritiro.
Nel 1924, in accordo con la North Sea Aerial & General Transport Co Ltd, la RAF impiegò tre Kangaroo (denominati Pip, Squeak e Wilfred, come i personaggi dell'omonima striscia a fumetti) come aereo da addestramento in corsi d'aggiornamento. L'ultimo Kangaroo fu ritirato dal servizio, e demolito, nel 1929.

## Utilizzatori

### Militari
Regno Unito
- Royal Air Force
  - No. 246 Squadron RAF

 Perù
- Cuerpo de Aviación del Perú

### Civili
Regno Unito
- The Grahame-White Aviation Company
- North Sea Aerial Navigation Co Ltd (dal 1920: North Sea Aerial & General Transport Co Ltd)